# 単 (和服)
単（ひとえ）とは、裏地のない一枚仕立ての長着のこと。これに対して裏地のあるものは袷（あわせ）と呼ばれる。
衣替えの慣例としては6月から10月上旬頃までの間に着るものだが、ウールなど暖かい素材で作られた単は冬にも着られる。

単の中でも絽や紗など特に薄地のものは「薄物（夏物）」といい、6月から8月頃までの盛夏に着用する。

腰の部分にのみ、透け防止と補強を兼ねて裏地をつける。これを「居敷当」という。

また、「単の羽織」、「単の襦袢」も存在する。